# Freixerana
Freixerana es el nombre de una variedad cultivar de manzano (Malus domestica). Esta manzana es originaria de Galicia, está cultivada en la colección de árboles frutales y banco de germoplasma de Mabegondo con el Nº 223; ejemplares procedentes de esquejes localizados en Santeles, parroquia del municipio de La Estrada (Pontevedra).

## Sinónimos
- "Manzana Freixerana",[4][5]
- "Maceira Freixerana".

## Características
El manzano de la variedad 'Freixerana' tiene un vigor vigoroso. Tamaño grande y porte erguido.
Época de inicio de brotación a partir del 22 de abril y de floración a partir del 7 de mayo.
Las hojas tienen una longitud del limbo de tamaño corto, con la máxima anchura del limbo es media. Longitud de las estípulas es media y la máxima anchura de las estípulas es media. Denticulación del borde del limbo es biondulado, con la forma del ápice del limbo acuminado y la forma de la base del limbo es cordiforme. Con subestípulas presentes.
Sus flores tienen una longitud de los pétalos media, con una anchura de los pétalos media, disposición de los pétalos en contacto
entre sí, con una longitud del pedúnculo larga.
La variedad de manzana 'Freixerana' tiene un fruto de tamaño medio, de forma globoso-cónica, de color bicolor, con chapa a rayas, e intensidad media. Epidermis de textura desigual, con pruina en su superficie y con presencia de cera elevada. Sensibilidad al "russeting" (pardeamiento áspero superficial que presentan algunas variedades) muy poco sensible. Con lenticelas de tamaño pequeño.
Los sépalos están dispuestos de forma completamente replegados, y libres en su base; su fosa calicina es profunda y de una anchura media. Pedúnculo de grosor medio y de longitud corto, siendo la cavidad peduncular de una profundidad media y de anchura media. Con pulpa de color crema-amarilla, cuya firmeza es intermedia y su textura es intermedia; su jugosidad es jugosa, con sabor de acidez débil, y aromática.
Época de maduración y recolección desde el 22 de octubre. 'Freixerana' es una manzana que su destino es la conservación de esta variedad en el banco de germoplasma de Mabegondo como reserva genética.

## Susceptibilidades
- Oidio: no presenta
- Moteado: no presenta
- Raíces aéreas: ataque débil
- Momificado: no presenta
- Pulgón lanígero: no presenta
- Pulgón verde: ataque medio
- Araña roja: no presenta
- Chancro del manzano: no presenta.[3]